# 反身性
在认识论中，更具体而言，在知识社会学中，反身性（英語：reflexivity）指的是因果之间的循环关系。反身关系是双向作用的，即原因和结果之间相互影响，使二者都无法认定为原因或结果。
在更广泛的社会学（该概念起源的领域）中，反身性意味着一种自指行为，其中检视或行动反过来指涉并影响发起这一行动或检视的实体。它通常指行动者识别社會化力量并改变其自己在社会结构中的位置的能力。反身性水平低会导致个体很大程度上受其环境（或“社会”）的影响。社会反身性水平高，通常表现为个体塑造自己的规范、品味、政治、欲望等。这和自主權的概念类似。（另见結構與能動性以及社會流動。)
在经济学中，反身性指的是市场情绪的自我强化效应，即价格上涨吸引买家，买家追涨进一步推高价格，直到这一过程变得不可持续。这是一个正反馈循环的例子。同样的过程可以是反向的，即导致价格下跌至灾难性的崩溃。

## 概述
在社会理论中，当一门学科的理论应该同样适用于该学科本身时，就会出现反身性；例如，科学知识社会学领域的知识建构理论应当同等适用于科学知识社会学实践者的知识建构，或某一学科的主题应当同等适用于该学科的个体实践者（例如，当心理学理论应该同样能解释心理学家的心理过程时）。更广泛地说，当社会系统中观察者的观察影响到他们正在观察的现象该时，或者当制定的理论传播并影响模型本身想要客观描述的个人或系统的行为时，就认为发生了反身性。因此，例如，居住在一个孤立村庄的人类学家可能会影响该村庄及其所研究的村民的行为。观察并不独立于观察者的参与。
因此，反身性在社会科学中是类似于观察者效应的方法论问题。最近的科学社会学所谓强纲领的部分中，建议将反身性作为一种方法论规范或原则，这意味着若要用理论完整地解释科学、宗教或伦理知识体系等的社会建构，则该理论本身应当能够用它解释这些其他知识系统时的原则和方法来解释。这指出了自然化认识论的一般特征，即作为整体自我反思过程的一部分，这种知识理论允许特定研究领域阐释其他领域：研究一般的知识处理的层面（例如科学史、认知科学、科学社会学、感知心理学、符号学、逻辑学、神经科学）的任何特定领域都可以反身性地研究其他此类领域，从而对创造知识的条件进行全面改进的反思。
反身性既包括自我意识探究的主观过程，也包括参照社会关系理论对社會行為的研究。

## 历史
反身性原则可能首先由社会学家William I. Thomas和Dorothy Swaine Thomas在他们1928年出版的《美国的孩子》（The child in America）一书中阐释：“如果某人将情况定义为真实的，那么它们的后果就是真实的。”该理论后来被称为“托馬斯定理”。
社会学家罗伯特·默顿（1948、1949）根据托马斯定理定义了自证预言的概念：一旦作出预测或预言，参与者可能会调整他们的行为和行动，从而使本来可能为假的预言变成真，或者相反，一个本应为真的陈述变成假——而这是做出预测或预言的结果。预言对结果或结果具有构成性的影响，改变了原本会发生的结果。
卡尔·波普尔（1957）在他的著作《历史决定论的贫困》中，将反身性作为一个普遍的科学问题提出，其中强调预言对被预言事件的影响，他称之为“俄狄浦斯效应”，该术语是化用了一个希腊故事，故事中实现神谕预言的事件顺序受到预言本身的很大影响。波普尔最初认为，这种自我实现的预言是社会科学的一个显著特征，但他后来发现自然科学中，尤其是生物学甚至分子生物学中，某种等同于预期的东西开始发挥作用，并可以使预期的事情发生。欧内斯特·内格尔（1961）也采用了这一概念。反身性给科学带来了一个问题，因为如果预测可能导致与预测相关的系统发生变化，则很难通过对比理论预测与实际情景来评估科学假说。这一问题在社会科学中更加棘手。
Grunberg和Modigliani（1954）以及司马贺（1954）视反身性为经济科学中的“反身性预言”问题，并作为与卢卡斯批判相关的主要问题进行辩论，并已被视作经济科学中的一个方法论问题，它源于科学知识社会学文献中的反身性问题。
反身性已成为解决結構與能動性问题的现代方法中的一个问题和解决方案，例如安東尼·紀登斯的结构化理论和皮埃尔·布迪厄的遗传结构主义。
例如，纪登斯指出，构成性反身性在任何社会系统中都是可能的，这给社会科学提出了一个独特的方法论问题。纪登斯用他的“反身现代性”概念强调了这个主题——他认为，随着时间的推移，社会变得越来越有自我意识、自省，因此也越来越具有反身性。
布迪厄认为，社会科学家天生就背负着偏见，只有反身性地意识到这些偏见，社会科学家才能摆脱它们，并有志于从事客观科学的实践。因此，对于布迪厄而言，反身性是解决方案的一部分，而不是问题。
米歇尔·福柯《词与物》可以说触及了反身性的问题。福柯审视了文艺复兴以来的西方思想史，并认为每个历史时代（他确定了三个时代并提出了第四个时代）都有一个知识型，或“先验的历史”，构建并组织了知识。福柯认为，人的概念出现在19世纪初，他称之为“人的时代”，该时代伴随着伊曼努尔·康德的哲学。他在全书结尾提出了人类时代和我们对知识的追求的问题——“人既是认识的主体，又是自己研究的对象”；因此，福柯认为，社会科学远非客观，而是在它们自己相互排斥的话语中产生真理。

## 经济学
经济哲学家乔治·索罗斯受到他的导师卡尔·波普尔（1957）的观点的影响，一直积极宣传反身性与经济学息息相关的观点，他在1987年出版的《金融炼金术》（The Alchemy of Finance）一书中首次公开提出这一观点。他将应用该原理来洞察市场行为视作自己金融事业成功的主要因素。
反身性与一般均衡理论不一致，一般均衡理论认为市场会走向均衡，非均衡波动只是随机噪声，很快就会得到纠正。在均衡理论中，长期均衡价格反映了潜在的经济基本面，不受价格影响。而反身性认为，价格确实会影响基本面，并且刚受影响的基本面会继续改变预期，从而影响价格；该过程以自我强化的模式持续进行。因为这种模式是自我强化的，所以市场趋于失衡。市场情绪迟早会达到逆转的地步，例如市场上行到某一时间点时，负面预期就会在下行方向自我强化，这就解释了众所周知的繁荣和萧条的周期模式。索罗斯举的一个例子是贷款的顺周期性，即银行愿意在房价上涨时放宽房地产贷款的标准，在房价下跌时收紧标准，从而强化兴衰的周期。他进一步指出，房地产价格通胀本质上是一种反身现象：房价受到银行准备为购买而预付的金额的影响，而这些金额取决于银行对房地产价格的估计。
索罗斯经常声称，正是他对反身性原则的把握赋予了他“优势”，这是促成他成为一名交易员的重要因素。几十年来，该原则在主流经济圈应者寥寥，但在2008年崩盘后，学术期刊、经济学家和投资者对他的理论进行了讨论，研究兴趣有所增加。
经济学家和《金融时报》前专栏作家阿纳托尔·卡莱茨基（Anatole Kaletsky）认为，索罗斯的反身性概念有助于理解中国经济以及中国政府如何管理它。
2009年，索罗斯资助成立了新经济思维研究所，希望能进一步发展反身性理论。该研究所与多种的异端经济学合作，尤其是后凯恩斯主义分支。

## 社会学
玛格丽特·阿切尔撰写了大量关于外行人的反身性的文章。对她来说，人类的反身性是结构属性（或个人的社会背景）与行动（或个人的最终关切）之间的中介机制。根据阿切尔的说法，反身性活动越来越多地取代晚期現代性的习惯性动作，因为常规形式在处理现代生活轨迹的复杂性方面被证明是无效的。
虽然阿切尔强调反身性的代理方面，但反身取向本身可以被视为是“社会和时间上嵌入”的。例如，Elster指出，如果不考虑反身性利用背景配置（例如，公认的意义，以及过去的社会参与和社会世界的生活经验）来发挥作用，就无法理解反身性。

## 人类学
在人类学中，反身性有两种截然不同的含义，一种是指研究者意识到分析重点是自己与研究领域的关系，另一种是关注文化实践涉及对其自身的意识和评论的方式。
在米歇尔·福柯等人关于权力与知识生产的关系的理论之后，人类学的第一种反身性意义是社会科学更普遍的自我批判的一部分。在与詹姆斯·克利福德和乔治·马库斯等众多人类学家相关的“写文化”运动中，对研究过程的反身性成为批判人类学学科的殖民主义根源和科学方法的重要组成部分。这种方法植根于对人类学家、文本中所代表的人及其文本表征之间关系的文学批评和哲学分析，从根本上改变了人类学的伦理和方法论方法。与女性主义和反殖民主义批评提供了一些反身人类学的灵感一样，对表征的学术和政治力量的反身性理解，对“写文化”过程的分析已成为理解民族誌学者在田野调查中的处境的必要部分。将人和文化客体化并仅将其作为研究对象进行分析已在很大程度上被拒绝，而开发尊重当地人的价值观和目标的更具协作性的方法则获得青睐。尽管如此，许多人类学家指责“写文化”方法混淆了人类学的科学方面，对田野工作关系进行了过多的反思，而反身人类学受到了更多实证主义人类学家的猛烈攻击。在人类学中，关于后现代主义和反身性的作用的争论仍在继续，但大多数人类学家接受批判视角的价值，并且通常只争论批判模型是否重要，这些模型似乎导致人类学偏离了其早期核心焦点。
人类学家研究的第二种反身性涉及各种自指，其中人们和文化实践会引起人们对自身的关注。这种方法的一个重要来源是罗曼·雅各布森对直指和语言中诗歌功能的研究，但米哈伊尔·巴赫金关于狂欢节的著作也很重要。在人类学领域，格雷戈里·贝特森提出了以元信息（亚文本）作为交流的一部分的想法，而克里弗德·紀爾茲对巴厘岛斗鸡等仪式事件的研究指出，它们是公众反思社会秩序的焦点。对游戏和耍把戏的人的研究进一步扩展了关于反身文化实践的想法。反身性在表演、公共事件、仪式和语言形式的研究中得到了最深入的探索，但在任何行为、事物或人被提起、评论，或区分考虑时，都可以见到反身性。在对文化实践的研究中，反身性起着重要的作用，但由于其复杂性和微妙性，它往往未被充分研究或涉及高度专业化的分析。
研究反身性的一种用途是与真实性有关。文化传统通常被想象成由缺乏创造力的行为主体延续的稳定理念。创新可能会也可能不会改变传统，但反身性是许多文化活动所固有的，因此反身性也是传统的一部分，而非不真实的。反身性的研究表明，人在文化中既具有自我意识又具有创造性。他们可以通过以获得认可的方式操纵许多不同的特征，来对文化进行玩弄、评论、辩论、修改和客体化。这导致形成了关于管理和反思文化的惯例的元文化。

## 国际关系学
在國際關係學中，反身性问题最初是在1980年代后期所谓的“第三次辩论”的背景下提出的。这场辩论标志着与该学科的实证主义正统观念决裂。后实证主义的理论重构被视为将反身性作为批判学术的基石引入。对于Mark Neufeld而言，国际关系学中的反身性的特点是（1）对基本前提的自我意识，（2）承认理论范式的政治-规范性维度，以及（3）肯定尽管中性或非政治性的知识生产是不可能的，但对范式优点的判断是可能的。
自90年代以来，反身性已成为建构主义、後結構主義、女性主義和其他国际关系批判方法的明确关注点。在《The Conduct of Inquiry in International Relations》中，帕特里克·撒迪厄斯·杰克逊（Patrick Thaddeus Jackson）确定了当代国际关系研究可以分为四种主要方法，其中之一就是反身性，另外三种是新实证主义、批判现实主义和分析主义。

## 反身性和社会科学的地位
弗拉纳根（Flanagan）认为，反身性使经典科学通常扮演的所有三个传统角色变得复杂：解释、预测和控制。个人和社会集体能够自我探究和适应这一事实是现实世界社会系统的关键特征，它使得社会科学不同于物理科学。因此，反身性提出了关于社会科学在何种程度上可以视为类似于经典物理学的“硬”科学的真正问题，也提出了关于社会科学本质的问题。

## 反身性的实现方法
新一代学者已经超越了（元）理论讨论，为反身性的实施发展出了具体的研究实践。这些学者通过将反身性从非正式过程转变为正式研究实践来解决“如何做”的问题。虽然大多数研究都集中在学者们如何对他们的位置和情境变得更加自省，但一些人试图建立与其他知识生产过程相关的反思方法，例如语言使用。后者在Audrey Alejandro教授的反身方法三部曲中得到了推进。三部曲的第一篇论文发展了所谓的反身话语分析（Reflexive Discourse Analysis），这是一种整合话语理论的反身性实施的关键方法。第二篇论文通过引入一种将语言范畴问题化的三阶段研究方法，进一步扩展了实践反身性的方法论工具。三部曲的最后一篇增加了语言反身性的进一步方法，即反身回顾（Reflexive Review）。该方法提供了四个步骤，旨在为撰写文献综述的实践添加语言和反身维度。在此基础上，她总结出了一套反身方法和问题清单来供研究者实践反身性。

## 延伸阅读
- Archer, Margaret S. . Cambridge University Press. 2007  [2023-04-27]. ISBN 978-1-139-46496-3. （原始内容存档于2023-04-27）.
- Ashmore, Malcolm. . University of Chicago Press. 1989  [2023-04-27]. ISBN 978-0-226-02968-9. （原始内容存档于2023-05-13）.
- Bartlett, Steve; Suber, P. (编). . Springer. 1987. ISBN 978-90-247-3474-0.
- Bourdieu, Pierre; Wacquant, Loïc J. D. . University of Chicago Press. 1992  [2023-04-27]. ISBN 978-0-226-06741-4. （原始内容存档于2023-05-26）.
- Bryant, C. G. A. (2002). "George Soros's theory of reflexivity: a comparison with the theories of Giddens and Beck and a consideration of its practical value", Economy and society, 31 (1), pp. 112–131.
- Flanagan, O. J. (1981). "Psychology, progress, and the problem of reflexivity: a study in the epistemological foundations of psychology", Journal of the history of the behavioral sciences, 17, pp. 375–386.
- Gay, D. (2009). Reflexivity and development economics. London: Palgrave Macmillan
- Grunberg, E. and F. Modigliani (1954). "The predictability of social events", Journal of political economy, 62 (6), pp. 465–478.
- Merton, R. K. (1948). "The self-fulfilling prophecy", Antioch Review, 8, pp. 193–210.
- Merton, R. K. (1949/1957), Social theory and social structure.  Rev. ed.  The Free Press, Glencoe, IL.
- Nagel, E. (1961), The structure of science: problems in the logic of scientific explanation, Harcourt, New York.
- Popper, K. (1957), The poverty of historicism, Harper and Row, New York.
- Simon, H. (1954). "Bandwagon and underdog effects of election predictions", Public opinion quarterly, 18, pp. 245–253.
- Soros, G (1987) The alchemy of finance (Simon & Schuster, 1988) ISBN 0-671-66238-4 (paperback: Wiley, 2003; ISBN 0-471-44549-5)
- Soros, G (2008) The new paradigm for financial markets: the credit crisis of 2008 and what it means (PublicAffairs, 2008) ISBN 978-1-58648-683-9
- Soros, G (2006) The age of fallibility: consequences of the war on terror (PublicAffairs, 2006) ISBN 1-58648-359-5
- Soros, G The bubble of American supremacy: correcting the misuse of American power (PublicAffairs, 2003) ISBN 1-58648-217-3 (paperback; PublicAffairs, 2004; ISBN 1-58648-292-0)
- Soros, G George Soros on globalization (PublicAffairs, 2002) ISBN 1-58648-125-8 (paperback; PublicAffairs, 2005; ISBN 1-5864-8278-5)
- Soros, G (2000) Open society: reforming global capitalism (PublicAffairs, 2001) ISBN 1-58648-019-7
- Thomas, W. I. (1923), The unadjusted girl : with cases and standpoint for behavior analysis, Little, Brown, Boston, MA.
- Thomas, W. I. and D. S. Thomas (1928), The child in America : behavior problems and programs, Knopf, New York.
- Tsekeris, C. (2013). "Toward a chaos-friendly reflexivity", Entelequia, 16, pp. 71–89.
- Woolgar, S. (1988). Knowledge and reflexivity: new frontiers in the sociology of knowledge. London and Beverly Hills: Sage.